# Pantha (Warren Publishing)
Pour les articles homonymes, voir Pantha.
 (septembre 2012).
Si vous disposez d'ouvrages ou d'articles de référence ou si vous connaissez des sites web de qualité traitant du thème abordé ici, merci de compléter l'article en donnant les références utiles à sa vérifiabilité et en les liant à la section « Notes et références ».
Pantha est un personnage de comics créé en 1974 par Steve Skeates (scénario) et Rafael Auraleon (dessin) dans le #30 de Vampirella. Il convient de ne pas la confondre avec l’autre Pantha créée plus tard par DC Comics ou celui de Thrilling Comics apparu bien plus tôt (1940) chez Standard.

## Les années Warren
Pantha apparait tout d’abord comme un personnage secondaire de l’univers de Vampirella. Sa première histoire ne fait que 10 planches et puise volontiers dans l’univers de La Féline (1942), film de Jacques Tourneur avec Simone Simon et qui sera repris en 1982 par Paul Schrader avec Nastassja Kinski. L’intérêt du personnage, et ses charmes indéniables, font qu’il réapparait dès le numéro suivant toujours sous la houlette de ses créateurs. Les premiers épisodes sont une variation autour de la criminelle qui se transforme en panthère sous l’effet de la colère. Elle tue certes mais pour mieux regretter son geste ensuite.
Tout ceci ne mène évidemment pas bien loin et c’est à partir du #33 que l’on commence à percevoir la jeunesse de Pantha. Dans ce 4e épisode, on apprend qu’elle a passé une partie de sa jeunesse dans un orphelinat de Fayetteville en Caroline du Nord. C’est à ce moment que la série s’interrompt pour ne reprendre qu’au #40. Si Rafael Auraleon assure toujours les dessins, c’est Budd Lewis qui reprend les rênes de l’histoire. Mais alors que Skeates avait laissé entr’ouverte la porte des origines de Pantha, Lewis délaisse cette piste pour revenir à des histoires plus traditionnelles mais pas plus convaincantes.
Son retour ne se fait qu’au #50 dans Call Me Panther, scénario de Bill DuBay et dessins de José González. C’est cette aventure qui marque la première rencontre entre Vampirella et Pantha. C’est aussi la dernière (du moins à l’époque !) puisque Pantha meurt au terme des 6 pages écrasée par un trolley.
Au bilan quelques histoires assez moyennes bien que le personnage ait du potentiel. C’est aussi l’impression de l’éditeur puisque Pantha revient au #66. En fait c’est plutôt la panthère qui revient puisque c’est sur cette seule forme qu’elle apparaît. Mais cette présence est fondamentale car elle sauve Vampirella, inconsciente, des assauts d’un monstre. C’est ce même numéro qui voit Pantha pour la première fois en couverture, couverture qu’elle partage bien sûr avec Vampirella. L’héroïne féline va désormais revenir toujours sporadiquement en tant que faire valoir de la native de Drakulon
Le grand retour de l‘héroïne se fait au #90, c’est au cours des numéros suivants que l’on va apprendre davantage d’éléments sur les origines du personnage. Comme Vampirella, Pantha est originaire de Drakulon mais son peuple a été exterminé par les lupae, sorte de loups anthropomorphes avec Anubis comme Dieu. C’est également dans cette période qu’elle a Adam Van Helsing pour compagnon.
Sans confiner au génie les histoires imaginées par Rich Margopoulos (1949), principal scénariste du magazine à ce moment-là, sont solides et sortent du schéma initial « assassin repentant ». À cette date Pantha a réellement trouvé sa place dans le magazine et fait pleinement partie des 3 héroïnes qui le composent avec Vampirella, bien sûr, et Cassandra St Knight. Elle apparaît à chaque numéro ou presque et connait du #97 au #103 son premier long cycle de 6 épisodes à suivre soit 58 planches (A Night Full of Zombies).  C’est quasiment l’apothéose, les trois histoires suivantes, dont deux signées David Allikas ne faisant pas grand-chose pour la grandeur du personnage.
Pantha revient une dernière fois au #112 avec Vampirella, c’est la dernière histoire du numéro mais aussi du magazine si l’on considère que le dernier numéro officiel (#113) n’est constitué que de reprises.

## Les années Harris
Si l’on omet les rééditions, sa première –timide– apparition chez Harris se fait dans le numéro spécial Vampirella & Dracula Showcase (août 1997). Mais cette courte histoire de 5 pages, sans titre, ne rajoute rien à sa légende.
La panthère revient au #8 de Vampirella. Il convient de préciser qu’il s’agit de la revue commencée en 1999 car Harris a eu plusieurs revues avec le même titre. Au #10, Harris donne de nouvelles origines à Pantha. Elle n’est plus originaire de Drakulon mais vient de l’Égypte antique où elle s’appelait Sekhmet, grande prêtresse de Râ. Affamée lors d’une grande famine, elle en vint à se transformer en panthère en allant jusqu’à dévorer les pèlerins et même son propre fils !
De fait, le personnage se modifie sensiblement, ses aventures aussi. Elles tirent désormais de plus en plus vers l’univers des super-héros, au moins dans l’ADN des récits, car sinon le substrat reste toujours celui de l’occulte (à prendre plutôt dans l’acception anglaise du mot). De même alors que dans l’essentiel de la période Warren la transformation de Pantha en félin ne se faisait qu'à la suite de fortes émotions, cette faculté devient désormais à volonté.
Enfin alors que l’équivoque restait de mise chez Warren, le saphisme de Pantha est de plus en plus suggéré (cf. le personnage de la zoologiste Conny Lingus !) mais sans basculement explicite.
Durant toute cette période et hormis deux cycles assez courts qui lui sont propres, Pantha reste toujours l’un des personnages de la série Vampirella.
(Présence dans les #8 à 17 puis 21 à 26)

## Les années Dynamite
En rachetant les droits sur Vampirella Dynamite Entertainment met également la main sur tous les personnages de la série. Ceci explique la présence de Pendragon dans la revue Pantha qui débute en 2012. Dynamite reprend les origines égyptiennes de la féline telles qu’expliquées chez Harris.

## Publications
Ne sont détaillées ici que les aventures où Pantha est la seule ou principale héroïne.

### Warren Publishing

#### DansVampirella(1974-83)
- #30	Re-Birth! 						10 planches[2]
- #31	Family Ties! 						10 planches[3]
- #32	Black On White 					10 planches[4]
- #33	Childhood Haunt!					10 planches[5]

Cette première volée (janvier 1974-mai 1974) est signée Steve Skeates (scénario) et Rafael Auraleon (dessin)
- #42	Straw On The Wind					10 planches
- #44	Changeling 						10 planches

Ce deuxième volet (1975) est dû à Budd Lewis (scénario) et Rafael Auraleon (dessins)
- #90	Eye Of Anubis 						12 planches[6]
- #93	Encore For Anubis					12 planches[7]

Ces deux épisodes (1981) sont signés par Rich Margopoulos (scénario) et Leo Duranona (dessins)
- #94	Druids On 54th Street! 					10 planches[8]
- #95	Reflections in Blood					12 planches[9]
- #96	Night Of The Cat Goddess 				14 planches[10]
- #97	A Night Full Of Zombies! 				12 planches[11]
- #98	The Haitian Connection (A Night Full Of Zombies!) 	10 planches[12]
- #99	The Lair Of Dr Rictus (A Night Full Of Zombies!) 	12 planches[13]
- #101	A Night Full Of Zombies, Chapter Four 			8 planches[14]
- #102	A Night Full Of Zombies, part 5 			7 planches[15]
- #103	The Final Solution! 					9 planches[16]
- #104	Death Snare! 						12 planches[17]

Rich Margopoulos (scénario) et Jose Ortiz (dessins) sont les créateurs de ces 10 épisodes
- #106	On The Trail Of The Cat 				8 planches[17]
- #108	Circus Monstrous 					8 planches[18]

Si pour ces 2 derniers épisodes dans Vampirella, Jose Ortiz est toujours le dessinateur, c'est David Allikas qui signe les textes.
NB : Le Warren Presents #8 : Pantha (Warren -Octobre 1980) n'est constitué que de reprises.

### Harris Comics
Éditeur créé en 1977 et plus ou moins en sommeil depuis 2010.

#### DansVampirella vs Pantha(mars 1997)
Il s'agit d'un one shot
- Faster Pussicat ! Kill ! Kill ! Kill ! 24 planches (Mark Millar : Scénario / Marc Texeira : Dessins)

#### DansVampirella /Dracula & Pantha Showcase(août 1997)
Ce numéro 1 est en fait le seul de la série.
- #1 sans titre 5 planches (Mark Millar / John Smith : Scénario) (Mark Texeira : dessins)

#### DansVampirella Monthly(série 1997)
Pantha : Year of the Cat 

Scénario : David Conway / Steven Grant Dessins : Mark Texeira
- #13 Year of the Cat : Part One -4 planches[22]
- #14 Year of the Cat : Part Two -4 planches
- #15 Year of the Cat : Part Three -4 planches

#### DansVampirella(série 2001)
- #7 sans titre -10 planches
- #8 sans titre -10 planches
- #9 sans titre -8 planches
- #10 sans titre -12 planches

### Dynamite Entertainment

#### DansPantha(juin 2012)
Si l'on en croit Comic Book Ressources, le lancement du #1 a été un tel succès qu'un deuxième tirage a eu lieu.
Scénario de Brandon Jerwa et dessins de Pow Podrix
- #1 Dangerous Game -22 planches
- #2 Dangerous Game : Part 2 -23 planches
- #3 Dangerous Game : Part 3 -22 planches
- #4 Dangerous Game : Part 4 -22 planches

Le prochain cycle annoncé est The Beasts and Children.